# Mick Ronson
Mick Ronson (ur. 26 maja 1946 w Kingston upon Hull, zm. 29 kwietnia 1993) – angielski gitarzysta, również multi-instrumentalista, aranżer i producent muzyczny współpracujący z Davidem Bowie w latach 1970-1973, w dużym stopniu odpowiedzialny za sukces jego płyt z tego okresu, m.in. Hunky Dory, The Rise and Fall of Ziggy Stardust and the Spiders from Mars.
Ronson wydał także 3 solowe albumy i był długoletnim współpracownikiem Iana Huntera. Oprócz Bowiego i Huntera, pracował także jako muzyk, kompozytor i producent z wieloma innymi artystami, m.in. Bobem Dylanem, Lou Reedem, Vanem Morrisonem i Johnem Cougarem Mellencampem. 
W kwietniu 1992 roku wystąpił u boku innych gwiazd w koncercie poświęconym pamięci Freddiego Mercury'ego – The Freddie Mercury Tribute Concert.
Zmarł na raka wątroby w wieku 46 lat.
W 2003 został sklasyfikowany na 41. miejscu listy 100 najlepszych gitarzystów wszech czasów magazynu Rolling Stone.